# Sacrifice héroïque
Pour les articles homonymes, voir Hero.
Sacrifice héroïque est le 9e épisode de la saison 1 de la série télévisée Angel.

## Synopsis
Doyle et Cordelia font un spot publicitaire vantant les mérites d'Angel Investigations. Après avoir discuté avec Angel, Doyle décide d'avouer ses sentiments à Cordelia mais il a une vision d'un groupe de démons en danger. Angel et Doyle les trouvent et il s'avère que ce sont en fait des demi-démons qui sont traqués par une armée de démons fanatiques appelée « le Fléau » qui exterminent les « sang-mêlés ». Pour les aider à échapper au Fléau, Angel fait appel à un capitaine de bateau qui a une dette envers lui. De son côté, Doyle persuade un jeune demi-démon qui a décidé de tenter sa chance seul de revenir avec les autres. Doyle est en effet particulièrement impliqué dans cette mission car il a par le passé refusé d'aider contre le Fléau d'autres demi-démons, qui se sont tous fait massacrer.
Cordelia fait embarquer les demi-démons sur le navire pendant qu'Angel infiltre les rangs du Fléau en faisant semblant de tuer Doyle. Mais le second du capitaine révèle au Fléau que les demi-démons sont cachés dans la cale du bateau et Angel découvre alors l'arme secrète du Fléau, un appareil, mi-technologique mi-magique, qui détruit à courte distance toutes les personnes ayant du sang humain en elles. Doyle rejoint Cordelia à bord du bateau et lui révèle sa vraie nature et son amour pour elle. Cordelia, d'abord furieuse contre Doyle, finit par convenir d'un rendez-vous avec lui. Les démons du Fléau prennent alors d'assaut le navire et Angel tente de les arrêter, tuant notamment leur chef. Mais les démons parviennent néanmoins à placer leur appareil dans la cale du bateau et à le mettre en marche. Angel se prépare à se sacrifier pour le désactiver mais Doyle l'assomme, embrasse Cordelia (lui transmettant du même coup son don de vision) et arrête l'appareil au prix de sa propre vie.  

## Statut particulier
L'épisode marque la disparition du personnage de Doyle. Il fait partie des plus appréciés par les fans de la série, ayant terminé à la 3e place d'un sondage organisé par Angel Magazine sur les épisodes favoris des lecteurs. Daniel Erenberg, du site Slayage, évoque un « épisode fantastique » qui est « l'un des points culminants de la série ». Carley Tauchert, du site Den of Geek, le classe à la 6e place des meilleurs épisodes de la série, soulignant que « peu de séries ont suffisamment de courage pour tuer l'un des personnages principaux, spécialement pendant la première saison ». Noel Murray, du site A.V. Club, évoque un épisode « percutant de beaucoup de manières et qui offre à Doyle une sortie appropriée » mais dont le fil conducteur scénaristique, les démons au style nazi, est « assez maladroit ». Ryan Bovay, du site Critically Touched, lui donne la note de B+, estimant que l'épisode « a beaucoup de force mais également de désagréables faiblesses », la principale étant des méchants de la semaine conçus « avec mauvais goût, et de façon stupide et illogique ».

## Distribution

### Acteurs crédités au générique
- David Boreanaz : Angel
- Charisma Carpenter : Cordelia Chase
- Glenn Quinn : Allen Francis Doyle

### Acteurs crédités en début d'épisode
- Tony Denman : Rieff
- Anthony Cistaro : Trask
- Michelle Horn : Rayna
- Lee Arenberg : Tiernan
- Sean Gunn : Lucas